# Боэт Сидонский (стоик)
Боэт Сидонский (греч. Βοηθός; II в. до н. э.) — философ-стоик из Сидона, ученик Диогена Вавилонского.
В противоположность обычным взглядам стоиков отрицал представление о мире как живом организме, полагая, что не весь мир, а только эфир или сфера звезд божественна. Он оспаривал, что мир был вечным, в частности, отвергал стоический космический пожар, поскольку бог или Мировая душа не участвуют в нём, и божественное провидение осуществляется в реальном мире.
Среди его трудов были О природе и О фатуме . Он написал комментарии к произведениям Арата, состоящие по крайней мере из четырёх томов.